# كابانا

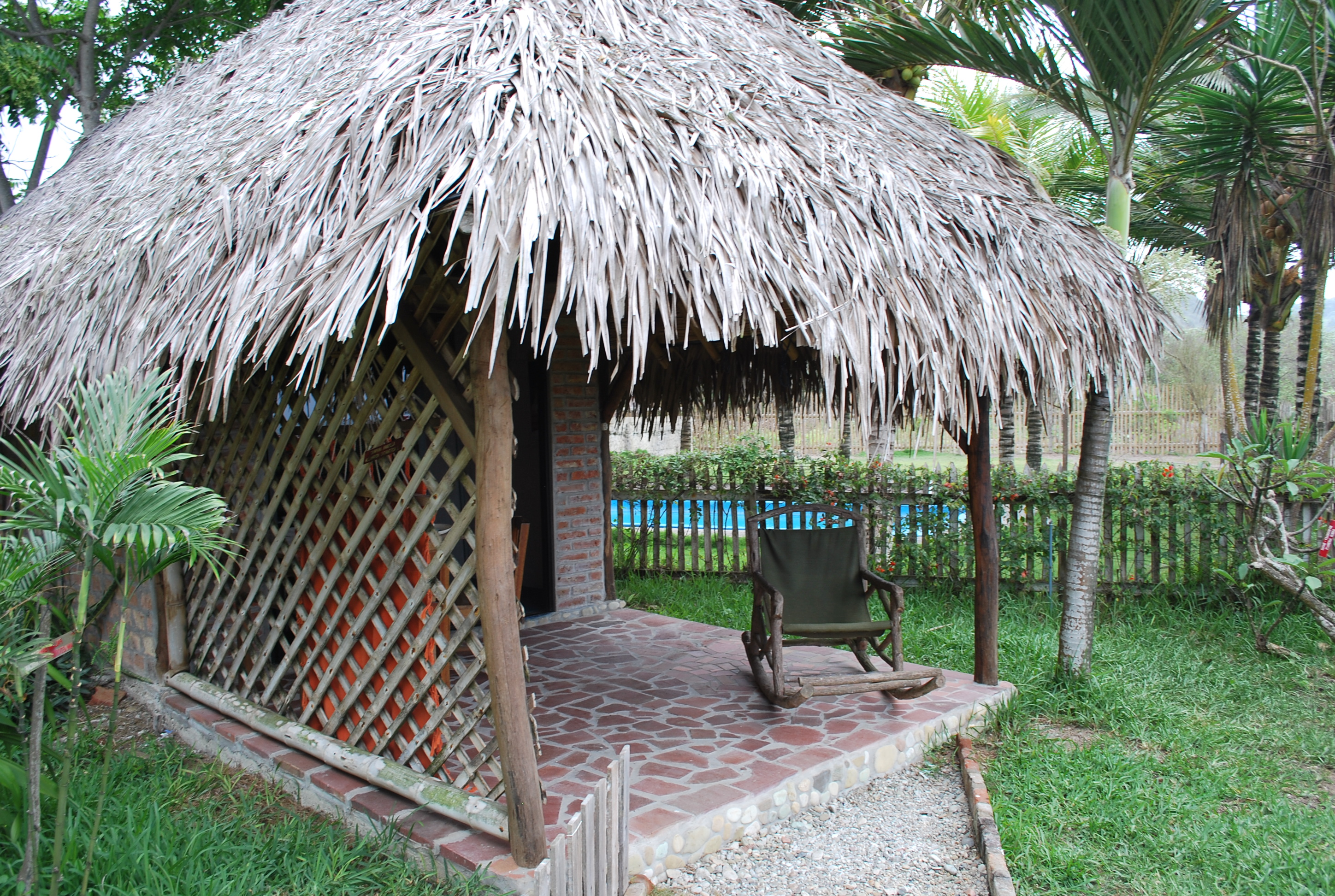
كابانا في أيامبي، مقاطعة مانابي، الإكوادور.

الكابانا هو نوع من البُنية المشيدة يوجد غالبًا بالقرب من الشواطئ أو حمامات السباحة.

## الاستخدام
يمكن استخدام الكابانا للاسترخاء في الظل أو تغيير الملابس.

## حمام الكابانا
هو حمام متصل بمبنى أو منزل يستخدم بشكل شائع من قبل السباحين ومرتادي الشواطئ للاستحمام أو قضاء الحاجة.